# Chris MacFarland
Chris MacFarland (* 28. März 1970 in New York City, New York) ist ein US-amerikanischer Eishockeyfunktionär. Seit Juli 2022 ist er als General Manager der Colorado Avalanche aus der National Hockey League (NHL) tätig.

## Karriere
Chris MacFarland wurde in der Bronx von New York City geboren und studierte an der Pace University, wo er 1992 einen Bachelor im Bereich Business erwarb und anschließend die zugehörige Law School besuchte, die er 1998 abschloss. Während seiner Studienzeit spielte er selbst aktiv Eishockey für das Team der Universität, während er durch ein Praktikum im Hauptsitz der National Hockey League (NHL) in New York von 1993 bis 1994 erste Erfahrungen im Sportmanagement sammelte. Nach seinem Abschluss wurde er im Jahre 1999 von den Columbus Blue Jackets aus der NHL angestellt, bei denen er bereits im Jahr darauf die Funktion des Director of Hockey Operations übernahm. Diese Position hatte er bis 2007 inne, als er zum Assistenten von Scott Howson, dem neuen General Manager der Blue Jackets, befördert wurde. Parallel dazu war er in den Saisons 2013/14 und 2014/15 auch als „GM“ von Columbus’ Farmteam tätig, den Springfield Falcons.
Zur Spielzeit 2015/16 wurde er in gleicher Funktion, als Assistent von General Manager Joe Sakic, von der Colorado Avalanche verpflichtet. Gemeinsam führten sie das Team zum Gewinn der Presidents’ Trophy im Jahre 2021 sowie zum dritten Stanley-Cup-Triumph der Franchise-Geschichte im Folgejahr 2021/22. Anschließend wurde Sakic im Juli 2022 zum President of Hockey Operations befördert, während MacFarland ihm als General Manager nachfolgte.